# Distrito de Ticlacayán
Ticlacayán es un distrito situado en la provincia de Pasco, en el departamento de Pasco, Perú. Según el censo de 2017, tiene una población de 3261 habitantes.

## Historia
Fue creado por Ley del 14 de junio de 1958, durante el gobierno del presidente Manuel Prado Ugarteche. Su primer alcalde fue el ciudadano Eugenio Torres Santos.

## Geografía
Tiene una superficie total de 585.1 km². Está ubicado a una altitud de 3542 m s. n. m.